# Порохонь
Порохо́нь (застаріле Порохань, діал. Порохня) — село в Україні, у Середино-Будській міській громаді Шосткинського району Сумської області. Населення становить 225 осіб. До 2020 орган місцевого самоврядування — Рожковицька сільська рада.
На думку місцевих краєзнавців засноване в першій половині XVII століття.

## Географія
Село знаходиться на березі річки Безіменної, яка через 1 км впадає в річку Знобівка, нижче за течією річечки примикає село Нововолодимирівка, на протилежному березі річки Знобівка — село Рожковичі. Поруч проходить кордон з Росією.

## Назва
Назва «Порохонь», на думку місцевих краєзнавців, походить від слова «порох». З першої половини XVII століття місцевим промислом було виготовлення і торгівля порохом, а так само постачання його у військо.

## Символіка
На гербі зображені дві конячих голови на червоному тлі, що веде нас до першої згадки про село в Іпатіївському літописі де згадується що біля села Порохні паслося велике стадо коней (дві конячі голови) і як запалални навколишні села (червоний колір). Внизу герба зображена гармата з ґнітом, що символізує порох і вказує на назву населеного пункту (герб є напівпромовистим).

## Історія

### Давні часи
Порохонь є одним з найдавніших населених пунктів Середино-Будського району. Першу згадка про нього зафіксовано в Іпатіївському літописі під 1146—1154 рр. У викладі відомого дослідника історії древніх слов'ян А. В. Гудзь-Маркова воно виглядає так:
«Великий князь Ізяслав II приїхав на „снем'“ з Давидовичем і звелів їм іти на двоюрідного брата Святослава Ольговича. Похід вилився в грабіж багатого маєтку Святослава Ольговича. Насамперед посланці великого князя вбили „Дмитра Жирославича та Андрія і Лазоревича“ і стали в „Мелтековому селі“. Тут-то і почався розгром маєтку. Ті, що прийшли стали в „лісі в Порохні“. Поруч паслося величезне стадо Ольговича, що складалося з трьох тисяч кобил і тисячі жеребців. Скоро запалали навколишні села, і затріщало полум'я над дворами і повними прибраного жита коморами. Святослав Ольгович з боку спостерігав над запаленою над його волостю загравою і не мав сил заступитися».
У проміжку між 1440 і 1460 рр. Порохонь, або, як її тоді називали, «Порохом у Сіверському Новегородці», була надана великим князем литовським і королем польським Казимиром Ягеллончиком — Олгішу.
З 1503 року і до ув'язнення в грудні 1618 р. Деулінського перемир'я вона входила до складу Великого князівства Московського і Російського царства, а після укладення Деулінського перемир'я відійшла до Речі Посполитої. На момент її передачі Польщі, у кінці червня — початку липня 1619 р., у ній значилося 2 підданих російського царя, які платили данину в царську казну в розмірі 7 пудів меду на рік.
У 1633 році король Польщі надав Порохонь старості Новгород-Сіверського Олександру Пясочинському, при якому чисельність дворів ("димів") в Порохоні збільшилася і в 1641 році досягла семи.
Після смерті Олександра Пясочинського, що настала в грудні 1645 р., Порохонь перейшла у спадок до його дружини Ельжбети і сину Яну і знаходилася в їх володінні до початку національно-визвольної війни 1648 року.

### Гетьманщина
Після звільнення України від поляків Порохонь була включена в розряд «вільних військових сіл, і за гетьмана Богдана Хмельницького ні в чиєму володінні і підданстві не знаходить», а коли гетьманом Війська Запорізького на Лівобережній Україні став Іван Самойлович (1672—1687, була надана (до 27.07.1677) новгород-сіверський протопопу Єлисею Зеленецькому.
Слідом за тим Порохонь перебувала у володінні сердюцьких полковників: Василя Івання (1677—1679), якому гетьман Самойлович віддав Порохонь замість Ямполя, Яреми Андрійовича (26.04.1689 — 1691) і Гаврила Ясинковського (1691—1696), жителя глухівського, який брав участь в облозі Чигирина і в турецькому поході.
Після смерті Гаврила Ясинковського, що настала в 1696 році, Іван Мазепа залишив Порохонь собі і приєднав її до Ямпільської волості, яка 9 липня 1709 була надана гетьманом Скоропадським сподвижникові і фавориту Петра І генерал- фельдмаршалу А. Д. Меньшикову.
У володінні Меньшикова село перебувало до 8 квітня 1728 р., поки він не був засланий за казнокрадство в місто Березів Тобольської губернії, після чого була «відписана Його Імператорській Величності».
11 липня 1740 імператриця Анна Іванівна звеліла організувати в Україні кінний завод і передала йому в повне ведення раніше належали князю Меншикову "міста Батурин і Ямпіль, з усіма до них належними містечками, слободами, селами. Серед них, ймовірно, була і Порохонь. Однак прямих вказівок на це немає.
Після ліквідації кінного заводу Порохонь була повернута Її Імператорській Величності, яка 10 листопада 1764 надала її разом з іншими населеними пунктами Ямпільської волості у вічне і спадкове володіння дійсному таємному раднику Івану Івановичу Неплюєву (5.11.1693 — 11.11.1773), «за його довготривалу і бездоганну службу, а особливо за вчинене їм в Оренбурзі знатне прирощення державних доходів».
У володінні Івана Івановича село перебувало до 11 листопада 1773 р., після чого перейшло у спадок до його молодшого сина — таємного радника і сенатора Миколи Івановича Неплюєва (12.05.1731 — 24.05.1784). На той час в селі проживало 152 обивателя зі своїми сім'ями, більшість з яких займалися сільським господарством, вирощуванням зернових та інших сільськогосподарських культур і продажем їх надлишків в Середино-Буді.
Після смерті Миколи Івановича Неплюєва Порохонь успадкував його старший син — таємний радник Іван Миколайович Неплюєв. При ньому порохонські селяни зазнавали утисків з боку поміщицьких керуючих і в 1807 році зі зброєю в руках виступали проти своїх гнобителів, заявляючи при цьому, що: «Хоч нас в п'ять дрючків бийте, але на панщину не підемо». У відповідь на це І. М. Неплюєв викликав загін солдат, який жорстоко придушив опір селян.
У володінні І. М. Неплюєва Порохонь перебувала до його смерті, яка настала 6 липня 1823 р., після чого перейшла у спадок до його сина полковника Івана Івановича Неплюєва.
21 грудня 1851 Іван Іванович подарував Порохонь своїй доньці Наталії Іванівні Неплюевій, а після її смерті, яка настала 5 серпня 1856 р., вона перейшла у спадок до її чоловіка Карла Людвиговича Шуленбурга та дітям: Івану та Марії.
Напередодні скасування кріпацтва, в 1860 році, Шуленбурги володіли в селі 415 кріпаками чоловічої статі. Більшість з них жили бідно, зазнавало утисків з боку поміщицьких керуючих і навесні- влітку 1859 року виступили проти виконання панської повинності і переселення в інші населені пункти.
7 лютого 1874 К. Л. Шуленбург помер. Всі його володіння в селі успадкував його син Іван Карлович Шуленбург (7.05.1850-16.06.1891), а від нього вони перейшли до його дружини Єлизавети Дмитрівни Шуленбург (? — 1898), яка в 1895 році володіла в селі 817 десятинами землі.
У пореформений час в селі працювали 7 вітряних млинів і 1 заїжджий двір. Велика частина порохоньських земель в 1864 році знаходилася у власності місцевих землевласників: Івана Карловича Шуленбурга, його двоюрідних сестер княгинь Анни Валеріївни та Ольги Валеріївни Урусових, дворянки Олени Іванівни Шарипіної та інших.
З незапам'ятних часів у селі діяла дерев'яна Введенська церква, при якій в 1747 році функціонувала церковно-приходська школа. До шістдесятих років XIX століття церква занепала і в 1869 році була частково оновлена. У 1886 році в Порохоні була відкрита школа грамоти, у якій 1 січня 1899 навчалося 48 хлопчиків. Школа знаходилася в приміщенні, що належить сільському суспільству і не відповідала всім вимогам, які пред'являлися до шкільних приміщень. У зв'язку з цим в 1910 році під школу було зведено нову будівлю на 80 навчальних місць, яке вважалося одним з найкращих в Новгород-Сіверському повіті.

### ХХ століття
На початку травня 1918 року відповідно до умов Брестського мирного договору Середина-Буда виявилася в «нейтральній зоні». У роки німецько-радянської війни на території Середино-Будського району велися запеклі бої. У вересні-жовтні район попав в зону активних бойових дій. По річках Сож, Судость і Десна займала оборону 13-та армія, яка вела запеклі бої в ході Орловсько-Брянської оборонної операції.
Порохонь кілька разів переходила з рук в руки. Після захоплення Середина-Буди німецькими військами частини 13-ї армії неодноразово контратакували у напрямі станції Зернове, Суземки. Тимчасово окремі частини тримали оборону по р.Знобівка в безпосередній близькості від села.
У період німецької окупації в навколишніх лісах діяли три самостійних партизанських загонів, а також партизанські з'єднання С. А. Ковпака, О. М. Сабурова та інших. Само село і події, пов'язані з цим у ході партизанської війни, описані в мемуарах О. М. Сабурова.
У самому селі в період окупації знаходився поліцейський загін, у той же час багато селян партизанили в Сабурова і Ковпака. За спогадами місцевих жителів, особливою жорстокістю відрізнявся поліцай на прізвисько «Сипье», що особисто катував жителів, що підозрювалися в зв'язках з партизанами. При наближенні фронту, велика частина поліцаїв, не причетних до каральних акцій у відношенні партизан і місцевого населення, із зброєю здалася радянським воїнам. Після відбуття тривалих термінів ув'язнення, майже всі вони повернулися до рідного села.
12 червня 2020 року, відповідно до Розпорядження Кабінету Міністрів України № 723-р «Про визначення адміністративних центрів та затвердження територій територіальних громад Сумської області» увійшло до складу Середино-Будської міської громади.
19 липня 2020 року,  в результаті адміністративно-територіальної реформи та ліквідації Середино-Будського району, село увійшло до Шосткинського району.

## Сільське господарство
- СП (сільськогосподарське підприємство) ім. Калініна. Напрями діяльності: сільське господарство, полювання, лісове господарство, тваринництво. Продукція: зернові, зернобобові, силос, вівці, молоко.
- Особисті підсобні господарства. Напрям діяльності: овочівництво, тваринництво (велика рогата худоба, свині, кролі), птахівництво.

## Інфраструктура
- Клуб із кінозалом і бібліотекою;
- Магазин «Сільпо»;
- Медпункт (в різний час періодично закривався, оскільки єдина посада фельдшера була не укомплектована);
- Порохонська початкова школа (три класи). Закрита в 1972 році.
- Дитячий сад. Закритий в 1980 р.

## Криміногенна обстановка
Вирішальне значення на криміногенну обстановку в районі села Порохонь надає його географічне положення. У безпосередній близькості від села проходить кордон із Російською Федерацією, що з розвалом Радянського Союзу з глухого глибинного сільського населеного пункту перетворило Порохонь в прикордонний об'єкт і предмет пильної уваги різних злочинних угрупувань, що спеціалізуються на контрабанді. Цьому значною мірою сприяють місцеві ландшафтні умови — перетята, місцями болотиста місцевість, ліси, безпосередня близькість російських сіл (Грудська 3 км).
12 березня 2009 р. у с. Порохонь затримано автомобіль контрабандистів, що перевозив 107 стволів пневматичної зброї.
13 квітня в 20:05 неподалік села Порохонь у кількох метрах від кордону затримано автомобіль УАЗ із контрабандними товарами, а потім у гаражі на околиці Середіно-Буди виявлено ще 30 подібних пакунків, у яких знаходилися 1500 спортивних костюмів і 1810 джинсів турецького виробництва на суму 350 тис. гривень.
В умовах браку роботи в селі виникають випадки, коли окремі жителі за винагороду надають допомогу контрабандистам у перетині кордону за межами прикордонних пунктів.

## Примітка та посилання
- http://maps.vlasenko.net/?lon=34.06&lat=52.12&addmap1=smtm100&addmap2=smtm1000
- До 1618 р. поселення Порохонь вже існувало
- [http://gska2.rada.gov.ua/pls/z7502/A005?rdat1=01.10.2008&rf7571=30105%5Bнедоступне+посилання+з+квітня+2019%5D з Порохонь. Сайт Верховної ради України][недоступне посилання з жовтня 2019]
- Історія Нововладіміровки (селище супутник)
- [http://www.lingvo.ua/uk/Search/uk-uk/%EF%EE%F0%EE%F5%E0%ED%FC%5Bнедоступне+посилання+з+квітня+2019%5D устаревніє назви, діалект]
- Найкрупнішу контрабанду зброї в історії України за 2009 рік накрили
- Вилучено контрабанди на суму 350 тис. гривень
- Утворення 64-ї виборчої ділянки в с. Порохонь
- Мемуари. Сабурів А. Н.
- Погода в селі Порохонь

1. ↑  Кабінет Міністрів України - Про визначення адміністративних центрів та затвердження територій територіальних громад Сумської області. www.kmu.gov.ua (ua) . Архів оригіналу за 25 жовтня 2021. Процитовано 25 жовтня 2021.
2. ↑  Постанова Верховної Ради України від 17 липня 2020 року № 807-IX «Про утворення та ліквідацію районів»